# Semisvodni
Semisvodni (del ruso: Семисводный) es un jútor del raión de Slaviansk del krai de Krasnodar, en el sur de Rusia. Está situado en los arrozales situados entre los distributarios del delta del Kubán, 12 km al oeste de Slaviansk-na-Kubani y 85 al oeste de Krasnodar, la capital del krai. Tenía 1 222 habitantes en 2010.
Pertenece al municipio Protokskoye.

## Historia
La población fue fundada en 1935 como unión de siete caseríos más pequeños (Laktionova, Shcherbaka, Doroshki, Svistelniki, Kuternegi, Posmashnogo y Kravchenki) y de esta composición deriva su nombre, Semisvodni. En la década de 1920 son creadas varias TOZ en los jútores, que en la década siguiente se unirían en el koljós Karla Marksa (a partir de 1950, koljós Stalin; a partir de 1957, koljós Kubán).

## Lugares de interés
Cerca de la localidad se halla el memorial sobre la fosa en la que yacen los caídos en la defensa y posterior liberación de la misma durante la Gran Guerra Patria de 1942-1943.

## Economía
El principal sector económico de la localidad es el agrícola, en especial el cultivo de arroz, siendo la compañía más representativa la sección n.º 1 de la ZAO APF Kubán.

## Servicios sociales
La población cuenta con una escuela general básica, un Club de Cultura rural, una biblioteca y un punto de enfermería, entre otros establecimientos.